# 陳天璽
陳天璽（1971年—），生於日本神奈川縣橫濱市。學者與作家，關注無國籍議題，現任早稻田大學國際教養學部教授。

## 生平
1971年生於橫濱中華街，父親祖籍黑龍江，母親祖籍湖南，父母分別於1949年撤退到台灣，並於台灣結婚，後遷居至日本。陳天璽為八口之家的幺兒，有兩個姊姊、三個哥哥，是唯一於日本出生的孩子。1972年9月28日，日本與中華人民共和國宣布「中日邦交正常化」，日本不再承認中華民國國籍，因而成為「無國籍」。
神奈川縣立富岡高中（現已合併到神奈川縣立金澤綜合高等學校）推薦入學至筑波大學國際關係學類，後就讀筑波大學研究所，並於1994年前往香港中文大學留學一年，1997年前往哈佛大學費正清中心擔任訪問研究員，並於2000年完成博士論文。2000年自哈佛返日，並錄取日本學術振興會的博士後特別研究員，2001年進入東京大學總合文化研究科文化人類學研究室，於同年開始學習紀錄片拍攝，在2001年完成電影處女作《無國籍—Stateless—》。2003年4月，以無國籍人士身份，成為國立民族學博物館 （页面存档备份，存于）助理教授，進行全球化與無國籍的相關研究。
2002年開始申請歸化，並以此為主題，進行紀錄片拍攝。2003年6月，正式歸化日本。
小說家楊逸為其姑表姊。

## 著作
- 《無國籍：我，和那些被國家遺忘的人們》八旗文化2016，馮秋玉譯。
- 『中国学の魅力』鈴木陽一・孫安石・蘇智良との共著 御茶の水書房